# Eleven Burial Masses
Eleven Burial Masses är ett album av Cradle of Filth, utgivet 2007.

## Låtlista
1. "Intro – The Ceremony Opens"
2. "Lord Abortion"
3. "Ebony Dressed for Sunset"
4. "The Forest Whispers My Name"
5. "Cthulhu Dawn"
6. "Dusk and Her Embrace"
7. "The Principle of Evil Made Flesh"
8. "Cruelty Brought Thee Orchids"
9. "Her Ghost in the Fog"
10. "Interlude – Creatures That Kissed In Cold Mirrors"
11. "From the Cradle to Enslave"
12. "Queen of Winter, Throned"